# Anis Renaï
Anis Renaï (en tifinagh: ⴰⵏⵉⵙ ⵔⴻⵏⴰⵉ) est un footballeur algérien né le 9 février 1997 à Bouzeguène dans la wilaya de Tizi Ouzou. Il évolue au poste de milieu offensif.

## Carrière

### En clubs

#### Parcours à la JS Kabylie (2016-2020)
Avec la JS Kabylie, il prend part, à la Ligue des champions de la CAF 2019-2020. Il joue un seul match, dans cette compétition, face au Raja Casablanca, en janvier 2020, dans la phase de groupes.
En septembre 2020, il quitte la JS Kabylie. Avec son club formateur de la JSK, en quatre saisons de 2016 à 2020, il joue un total de 40 matchs.

#### Parcours à l'Olympique Akbou (2022-2024)
Il signe à l'Olympique Akbou, en troisième division algérienne, au mois d'août 2022. Avec l'OA, il gagne le championnat de la saison 2022-2023, du Groupe Centre-Est, accédant ainsi en Ligue 2 algérienne. 
Courtisé par des clubs de l'Arabie saoudite, en septembre 2023, il choisit de rester à l'O Akbou.
À sa deuxième saison, avec l'Olympique Akbou, il gagne le Championnat d'Algérie de deuxième division 2023-2024, du Groupe Centre-Est.
En juillet 2024, il quitte l'OA.

## Style de jeu
Très doué et doté d’une intelligence phénoménale dans le jeu selon de nombreux observateurs avertis, ses prouesses techniques, sa maîtrise de balle, sa grande mobilité sur le rectangle vert, ses dribbles déroulants, ses passes millimétrées, sa lucidité, son placement sur le terrain et surtout sa bonne lecture de jeu font de lui un joueur complet.

## Palmarès

### En clubs
| JS Kabylie                                                                | Olympique Akbou (2)                                                                                         |
| ------------------------------------------------------------------------- | --- |
| - Ligue 1 : - Vice-champion : 2019 - Coupe d'Algérie : - Finaliste : 2018 | - Ligue 2 (1) : - Champion : 2024 (groupe Centre-Est) - Ligue 3 (1) : - Champion : 2023 (groupe Centre-Est) |